# Antoine Guindrand
Antoine Guindrand, né le 21 mars 1801 à Lyon et mort dans la même commune le 17 octobre 1843, est un peintre paysagiste français de l'école lyonnaise.

## Biographie
Élève de Michallon qui prône le paysage historique classique, il devient peintre de paysages et de marines. Plusieurs de ses œuvres ont été reproduites ensuite par lithogravure et gravure.
Sa manière de traiter la poésie du paysage de montagne le rapproche du romantisme.
Il effectua à pied son voyage vers Rome en compagnie de Nicolas Victor Fonville.

## Œuvre
- Paysage de l'Isère, 1836.Paysage animé en bord de mer (1836)
- Paysage de l'Isère (1836)
- Vallée du Grésivaudan (1837)

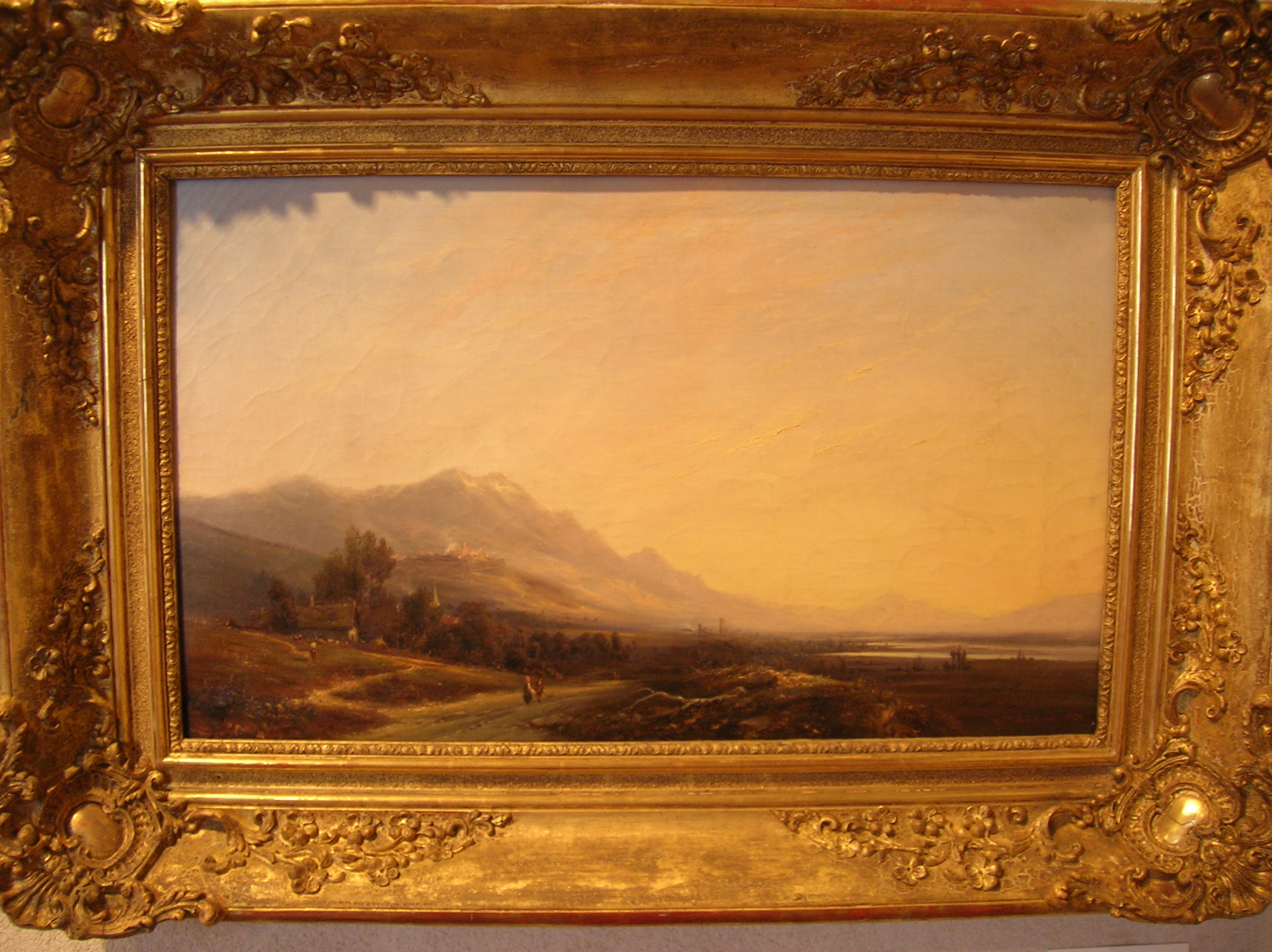
Paysage de l'Isère, 1836.

Le musée Gadagne conserve une trentaine de vues de Lyon dessinées par Antoine Guindrand.